# Psoralea tenax
Psoralea tenax är en ärtväxtart som beskrevs av John Lindley. I den svenska databasen Dyntaxa används istället namnet Cullen tenax. Enligt Catalogue of Life ingår Psoralea tenax i släktet Psoralea och familjen ärtväxter, men enligt Dyntaxa är tillhörigheten istället släktet Cullen och familjen ärtväxter. Arten förekommer tillfälligt i Sverige, men reproducerar sig inte. Inga underarter finns listade i Catalogue of Life.